# Comitato Olimpico Argentino
Il Comitato Olimpico Argentino (noto anche come Comité Olímpico Argentino in spagnolo) è un'organizzazione sportiva argentina, nata il 31 dicembre 1923 a Buenos Aires, Argentina.
Rappresenta questa nazione presso il Comitato Olimpico Internazionale (CIO) dal 1923 ed ha lo scopo di curare l'organizzazione ed il potenziamento dello sport in Argentina e, in particolare, la preparazione degli atleti argentini, per consentire loro la partecipazione ai Giochi olimpici. L'associazione è, inoltre, membro dell'Organizzazione Sportiva Panamericana.
L'attuale presidente dell'organizzazione è Alicia Masoni De Morea, mentre la carica di segretario generale è occupata da Hernán Jorge Ferrari.